# 九万山国家级自然保护区
九万山国家级自然保护区位于中国广西北部, 地处河池市与柳州市交界处, 在苗岭山脉南端，面积约25,212.8公顷。气候类型为中亚热带季风气候。
保护区有珍稀濒危植物19科29种，其中国家一级保护植物有伯乐树、南方红豆杉和合柱金莲木，国家一级保护动物有鼋、蟒蛇、熊猴、金钱豹和林麝。